# Vladimir Akopian

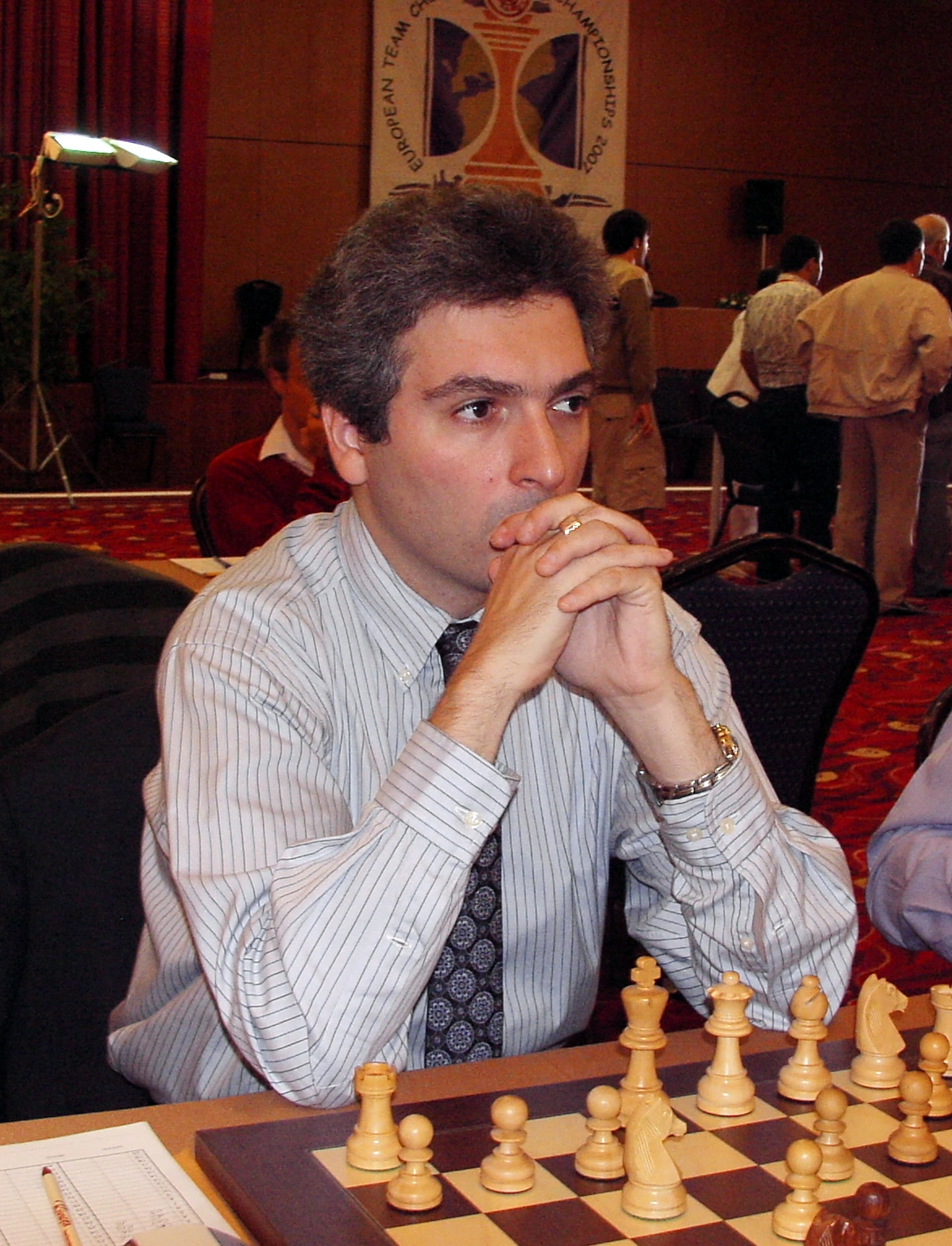
Grootmeester Vladimir Akopian (2007)

Vladimir Akopian (Armeens: Վլադիմիր Հակոբյան; Russisch: Владимир Акопян) (Bakoe, 7 december 1971) is een schaker uit Armenië. Hij is sinds 1991 een grootmeester (GM). Sinds juni 2021 is hij aangemeld bij de Amerikaanse schaakbond. 
- In 1986 won hij in Rio Gallegos op 14-jarige leeftijd het wereldkampioenschap schaken voor jeugd in de categorie tot 16 jaar.
- In 1989 won hij op 16-jarige leeftijd in Puerto Rico het WK schaken voor jeugd in de categorie tot 18 jaar.
- In 1991 won Akopian in Mamaia het wereldkampioenschap schaken voor junioren.[1][2]
- In 1996 won hij het Open Berliner Sommer-toernooi.
- In 1996 en in 1997 won hij het nationaal schaakkampioenschap van Armenië.[3]
- In 1999 speelde hij mee om het knock-outtoernooi om het wereldkampioenschap schaken, waarbij hij in de finale door Aleksandr Chalifman met 3.5–2.5 uitgeschakeld werd.[4]
- In het toernooi Rusland versus de rest van de wereld in 2002, versloeg Akopian in ronde 8, de slotronde, de nummer 1 op de FIDE-ranglijst Garri Kasparov in 25 zetten.[5]
- Hij nam in 2004 deel aan het Corustoernooi. In de eerste ronde versloeg hij wereldkampioen Vladimir Kramnik en gedurende het begin van het toernooi stond hij aan de leiding.[6] Uiteindelijk eindigde hij als tiende.[7]
- In 2004 nam hij deel aan het knock-outtoernooi om het FIDE WK schaken, in Tripoli (Libië). In de kwartfinale werd hij uitgeschakeld door Michael Adams, waarvan hij in 1999 in de halve finale had gewonnen. Michael Adams werd uiteindelijk tweede.
- Op het Aeroflot Open van 2005, gehouden in Moskou, werd Akopian met 6.5 punt gedeeld 1e–5e met Emil Sutovsky, Andrej Charlov, Vasyl Ivantsjoek en Aleksandr Motyljov. Er volgde een tiebreak, waarbij Akopian vijfde werd.[8]
- In juli 2005 vond in Amsterdam het Amsterdam Chess 2005 toernooi plaats, dat in de A-groep met 7 punten uit negen ronden door Pavel Eljanov gewonnen werd. Er waren honderd deelnemers in die groep. Vladimir Akopian eindigde met 6.5 punt op een gedeelde tweede plaats.
- In 2005 moest hij zich terugtrekken uit het Dubai Open, omdat hij op het vliegveld van Dubai was gearresteerd nadat hij was aangezien voor iemand met dezelfde naam die door Interpol gezocht werd wegens moord.[9]
- In 2006 werd hij 8e bij het 15e Monarch Assurance-toernooi.[10]
- Begin 2007 won Akopian het Gibraltar Schaakfestival met 7.5 pt. uit 9. De achtervolgende spelers, waaronder Michael Adams, werden gedeeld tweede met 7 pt. uit 9.[11]
- In april 2009 werd Akopian met 7.5 pt. uit 13 derde op de 4e FIDE Grand Prix, 1 punt achter Levon Aronian. Hij had evenveel punten als Peter Leko, die tweede werd via tiebreak.[12]
- In december 2009 kreeg Akopian de onderscheiding "Honoured Master of Sport of the Republic of Armenia".[13]

Op FIDE-ranglijst van mei 2013 had hij een Elo-rating van 2705, waarmee hij de nummer 39 van de wereld was en nummer 2 van Armenië, achter Levon Aronian.
In 2021 stapte Akopian over naar de schaakfederatie van de Verenigde Staten.  

## Nationale teams
In totaal nam Akopian tussen 1992 en 2014 elf keer deel aan een Schaakolympiade.

Het nationale schaakteam van Armenië nam in 1992 voor de eerste keer deel aan de Schaakolympiade en won brons. Akopian speelde aan bord twee, Rafael Vaganian speelde aan het eerste bord.

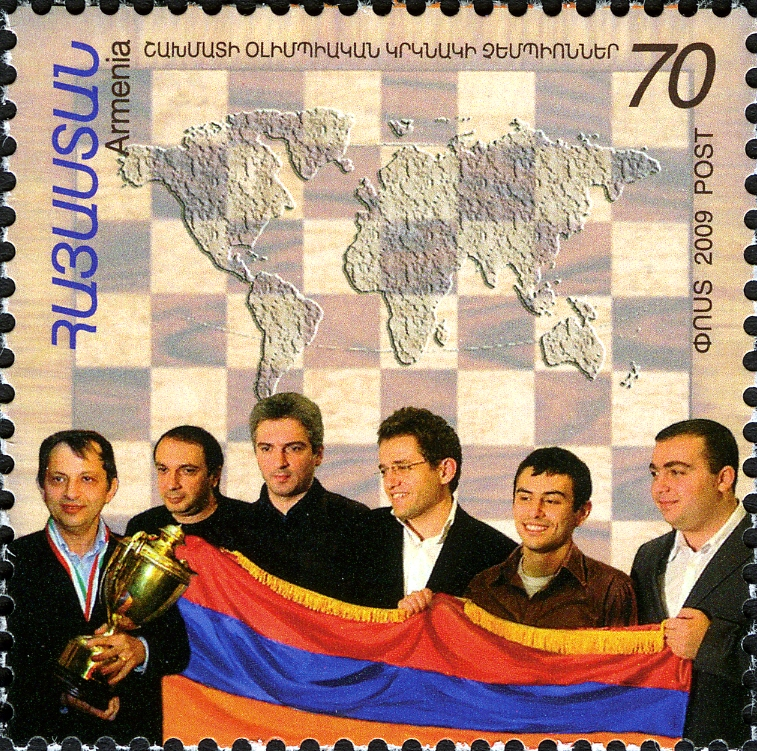
Vladimir Akopian (3e van links) met het team dat deelnam aan de Schaakolympiade 2008, op een Armeense postzegel uit 2009

Hij speelde nam in 2004, spelend aan het eerste bord van het Armeense team, deel aan de 36e Schaakolympiade op Majorca. Het team eindigde als derde.  
Op de 37e Schaakolympiade in 2006 won Armenië voor de eerste keer een Schaakolympiade. Akopian speelde aan het tweede bord.
China werd tweede, de VS werd derde.
Akopian won in 2008 met het Armeense nationale schaakteam de 38e Schaakolympiade in Dresden, dit was de tweede keer op rij dat Armenië bij een Schaakolympiade een gouden medaille behaalde. Akopian ontving een individuele gouden medaille voor zijn resultaat aan het tweede bord. De Armeense president Serzh Sargsyan was bij de Olympiade aanwezig om het team te steunen.
Armenia en Akopian wonnen ook de 40e Schaakolympiade (2012). Dit was de derde keer dat Armenië de gouden medaille behaalde. De twee eerdere keren speelde Akopian aan bord twee, bij de 40e Olympiade aan bord drie. De belangstelling van het publiek was groot toen het team terugkeerde in Jerevan. Na de 40e Olympiade verklaarde Akopian dat hij er niet zeker over was of hij in de toekomst nog vaker zou deelnemen aan de Schaakolympiades.
Hij nam acht keer deel aan het WK landenteams. Hij won, spelend aan het derde bord, het WK landenteams in 2011 en behaalde bij het WK landenteams in 2001 het beste individuele resultaat aan het eerste bord.
Hij nam zeven keer deel aan het EK landenteams.

## Verenigingen
Vladimir Akopian won het kampioenschap van Rusland in 2002 met Ladja Kasan-1000, in 2004 met Tomsk-400, in 2006 en in 2008 met Oeral Oblast Sverdlovsk. In de Chinese competitie speelde hij in 2009 bij Shandong Linglong Tyre en in 2012 bij Tianjin Nankai University, in de Franse competitie in seizoen 2001/02 bij Vandœuvre Echecs en in seizoen 2003/04 bij Clichy Echecs, in de Spaanse competitie in 2007 en 2008 voor CA Linex-Magic Mérida, waarmee hij in 2007 kampioen werd. 
Tussen 1995 en 2010 nam hij tien keer deel aan de European Club Cup. Hij won in 1995 met Jerevan.  Met Oeral Oblast Sverdlovsk werd hij in 2006 derde en in 2007 tweede. In 2009 werd hij met MIKA Jerevan tweede. In 2003 behaalde hij aan het eerste bord van SK Alkaloid Skopje het beste individuele resultaat, in 2008 behaalde hij aan het vierde bord van CA Magic Mérida het tweede individuele resultaat.

## Schaakcomponist
Vladimir Akopian produceerde sinds zijn jeugdjaren schaakcomposities. In 2003 werd een boekje uitgegeven met een deel van zijn werken: My 111 Problems and Studies (uitgegeven door Chess in Armenia). 